# Aurélien Moulin
Pour les articles homonymes, voir Moulin (homonymie).
Aurélien Moulin, né le 25 avril 1990 à Saint-Jean-d'Angély, est un coureur cycliste français.

## Biographie
Né à Saint-Jean-d'Angély, Aurélien Moulin réside à Dœuil-sur-le-Mignon, autre commune du département de la Charente-Maritime. 

### Carrière sportive

#### Débuts et progression au Vélophile Naintréenne
D'abord pratiquant de tennis, il s'adonne ensuite au VTT en loisir, puis prend sa première licence sur route à 17 ans, en catégorie UFOLEP. Dès l'année suivante, il rejoint le Cyclo Club de Vervant, pour sa seconde année chez les juniors. Grand gabarit (1,97 mètre), il obtient ses premiers résultats en contre-la-montre.
En 2011, il s'impose sur le contre-la-montre de Saint-Mathurin et prend la troisième place du Chrono de Tauxigny, sous les couleurs du Vélophile Naintréenne. En 2012, il confirme ses qualités en contre-la-montre en terminant deuxième du Chrono châtelleraudais et troisième du Chrono de Tauxigny. Auteur de 15 tops 10, dont 6 podiums, il est notamment troisième des Boucles talmondaises (Coupe de France DN3) et du Tour du Canton de La Trimouille.

#### 2013-2019: Océane Top 16
En 2013, il rejoint l'équipe Océane Top 16 et quitte les rangs espoirs. En mai, il gagne le contre-la-montre puis le général du Tour Val de Saintonge, sa première victoire sur une course par étapes. Bon rouleur, il remporte  l'épreuve contre-la-montre du Tour des Deux-Sèvres et le Chrono de Tauxigny, ses premiers succès en élite nationale. En classe 2, il se classe dixième du contre-la-montre du Kreiz Breizh Elites. En catégorie élite nationale, il termine troisième des Boucles de la Marne, manche de la Coupe de France DN1, cinquième de Jard-Les Herbiers, sixième du Prix Marcel-Bergereau et huitième de la Route d'or du Poitou. 
En 2014, Aurélien Moulin remporte ses premières courses en ligne : le Tour du Canton de Matha ainsi que le Tour du Canton de La Trimouille, devant l'ancien professionnel Jean-Luc Delpech. Toujours performant en contre-la-montre, il se classe deuxième du Chrono châtelleraudais, troisième du Chrono de Tauxigny et du Chrono des Archards, ou encore septième de cette spécialité sur une étape de la Boucle de l'Artois, en Coupe de France DN1. 
Son année 2015 est perturbée par un problème physique au genou, qui retarde notamment sa reprise. Il n'obtient ainsi que deux podiums, 2e du Chrono des Achards (2e) et 3e du championnat de la région Centre du contre-la-montre.
En 2016, il obtient trois succès : le Chrono des Essarts, le Grand Prix de Châteaubernard et le Chrono châtelleraudais, épreuve commune au championnat du Poitou-Charentes du contre-la-montre. 
En 2017, il est vice-champion du Poitou-Charentes, sous les couleurs de l'AC Jarnac Aigre Rouillac. Au Tour des Deux-Sèvres, il gagne le contre-la-montre par équipes avec sa formation Océane Top 16, et devient le premier leader de l'épreuve. Durant l'été, il s'impose sur le Grand Prix d'Authon-Ebéon, termine quatrième de la Route d'or du Poitou, cinquième du Prix Marcel-Bergereau ou huitième du Grand Prix des Grattons. En contre-la-montre, il se classe troisième du championnat d'Indre-et-Loire, puis deuxième du championnat du Poitou-Charentes, derrière l'ancien professionnel Samuel Plouhinec. Celui-ci le devance de nouveau lors du Chrono des Achards, pour seulement trois petites secondes,. À l'automne, il figure également parmi les cinq premiers sur le Prix de Berry Grand-Sud (4e) et le Mémorial d'automne (5e). 
En 2018, Aurélien Moulin voit son début de saison perturbé par une nouvelle blessure. Au printemps, il termine néanmoins septième des Boucles de la Loire et du contre-la-montre de l'Essor breton. Au Tour du Loiret, il se classe quatrième du chrono et sixième au classement général. Au mois d’août, il prend la deuxième place de la Nocturne de Jarnac puis décroche une médaille de bronze en poursuite par équipes aux championnats de France sur piste, associé avec Thomas Boudat, Vincent Crabos et Sylvain Chavanel.
Miné par diverses blessures au genou, il arrête la compétition à l'issue de la saison 2019.

## Palmarès sur route
| - 2011 - Contre-la-montre de Saint-Mathurin - 3e du Chrono de Tauxigny - 2012 - 3e des Boucles talmondaises - 3e du Tour du Canton de La Trimouille - 3e du Chrono de Tauxigny - 2013 - Tour Val de Saintonge : - Classement général - 2e étape (contre-la-montre) - 2e étape du Tour des Deux-Sèvres (contre-la-montre) - Chrono de Tauxigny - 3e des Boucles de la Marne - 2014 - Tour du Canton de Matha - Tour du Canton de La Trimouille - 3e du Chrono de Tauxigny | - 2016 - Champion du Poitou-Charentes du contre-la-montre - Chrono des Essarts - Grand Prix de Châteaubernard - 1re étape du Tour des Deux-Sèvres (contre-la-montre par équipes) - 2017 - 1re étape du Tour des Deux-Sèvres (contre-la-montre par équipes) - Grand Prix d'Authon-Ebéon - 3e du Chrono de Touraine-Tauxigny - 3e du Prix de Berry Grand-Sud - 2018 - Chrono des Achards |

## Palmarès sur piste

### Championnats de France
- 2018
  - 3e de la poursuite par équipes